# Louise Glaum
Louise Glaum, née le 4 septembre 1888 près de Baltimore et morte le 25 novembre 1970 à Los Angeles, est une actrice américaine.

## Biographie
Femme fatale, surnommée « la femme araignée »[réf. nécessaire], elle fait toute sa carrière dans le cinéma muet.
Une fois sa carrière hollywoodienne - de plus de cent films - achevée, en 1921 (avec un film en 1925), elle se consacre à l'art de la scène et à sa propre école d'art dramatique jusqu'à sa mort à la suite d'une pneumonie.

## Filmographie partielle
- 1913 : The Boomerang de Thomas H. Ince
- 1913 : Loaded Dice de Burton L. King
- 1913 : The Reaping de Burton L. King
- 1913 : For Mother's Sake de Burton L. King
- 1913 : The Impostor de Burton L. King
- 1913 : The Efficacy of Prayer de Burton L. King
- 1915 : The Cup of Life de Thomas H. Ince et Raymond B. West
- 1915 : The Darkening Trail de William S. Hart
- 1915 : The Toast of Death de Thomas H. Ince
- 1915 : The Iron Strain de Reginald Barker
- 1915 : Matrimony de Scott Sidney
- 1916 : Le Justicier (Hell's Hinges) de Charles Swickard, William S. Hart et Clifford Smith
- 1916 : Pour sauver sa race (The Aryan) de Reginald Barker, William S. Hart et Clifford Smith
- 1917 : Le Sexe faible (The Weaker Sex) de Raymond B. West
- 1917 : Idolators de Walter Edwards
- 1918 : Shackled de Reginald Barker
- 1918 : Wedlock de Wallace Worsley
- 1920 : Expiation (Sex) de Fred Niblo
- 1920 : Love Madness de Joseph Henabery
- 1920 : The Leopard Woman de Wesley Ruggles
- 1921 : Greater Than Love de Fred Niblo
- 1921 : La Coupable (I Am Guilty) de Jack Nelson
- 1925 : Fifty-Fifty de Henri Diamant-Berger

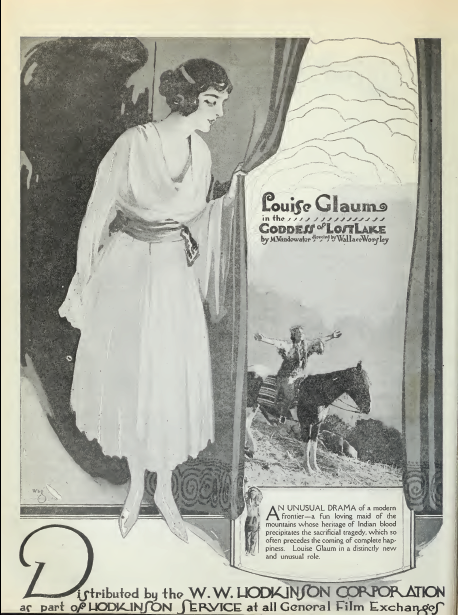
Louise Glaum à l'affiche de "The Goddess of Lost Lake" 1918
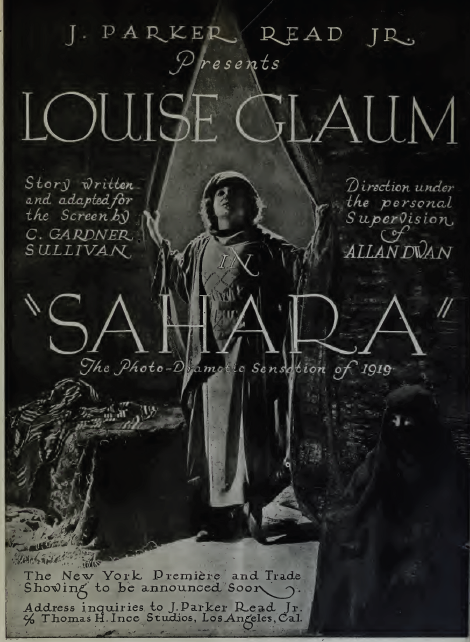
Louise Glaum à l'affiche de "Sahara" 1919
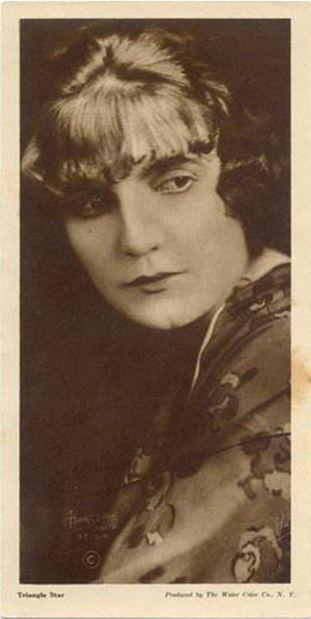
Photographie promotionnelle